# Racing Métro 92
El Racing Metro 92 és un club de rugbi a 15 de França a Colombes (Alts del Sena), nascut de la fusió de les seccions de rugbi del Racing Club de France i del US Metro el 2001, el nombre "92" és Departament dels Alts del Sena. El club està presidit per Jacky Lorenzetti. El club actualment juga per a l'estadi Estadi Olímpic Yves-du-Manoir. Ha guanyat sis vegades el campionat de França (1892, 1900, 1902, 1959, 1990 i 2016).